# José Benedito Marcondes de Matos
José Benedito Marcondes de Matos (Taubaté, 17 de abril de 1851 — Taubaté, 15 de setembro de 1919) foi um fazendeiro e político paulista.
Foi eleito duas vezes para a Câmara do Congresso Legislativo do Estado de São Paulo onde exerceu na 5ª e 6ª legislaturas (de 1901 a 1906).